# Canton de Sierck-les-Bains
Le canton de Sierck-les-Bains  est une ancienne division administrative française qui était située dans le département de la Moselle et la région Lorraine.

## Géographie
Ce canton est organisé autour de Sierck-les-Bains et était situé dans l'arrondissement de Thionville-Est jusqu'au 31 décembre 2014. Son altitude varie de 145 m (Apach) à 431 m (Merschweiller) pour une altitude moyenne de 291 m.

## Histoire
En 1801, lors de la réduction des justices de paix, Sierck ne fut pas choisi comme chef-lieu de canton. La circonscription dans laquelle Sierck était comprise, en vertu de l'arrêté consulaire du 29 vendémaire an X, eut pour chef-lieu le village de Launstroff. Plus tard en 1806, un décret impérial du 18 juillet substitua Sierck à Launstroff sans changer la circonscription cantonale, qui comprenait quarante-quatre chefs-lieux de communes. Parmi eux, il y avait un grand nombre de très petits villages qui furent réunis a d'autres communes voisines, pour l'administration.
Ce canton a ensuite perdu 7 communes au profit de la Prusse en 1814, puis deux autres de plus en 1815.

## Langue
D'après un recensement de 1962, le canton comptait 60 à 80 % de locuteurs du francique lorrain. Après cette date, les recensements de l'INSEE ont arrêté de poser la question de la langue maternelle au citoyen enquêté.

## Représentation

### Conseillers généraux de 1833 à 2015
| Période | Période      | Identité                              | Étiquette    | Qualité |
| ------- | ------------ | ------------------------------------- | ------------ | --- |
| 1833    | 1845         | Pierre François Renault père          |              | Négociant, maire de Sierck (1821-1835) |
| 1845    | 1859 (décès) | Henri Adrien Renault fils (1802-1859) |              | Négociant à Sierck |
| 1859    | 1867         | Gabriel Gougeon                       |              | Négociant en fer Président de la Chambre de commerce de Metz                                                                                                |
| 1867    | 1871         | Pierre Henry                          |              | Colonel d'état-major de la Garde Impériale |
| 1871    | 1919         | Annexion allemande                    |              | |
| 1919    | 1923 (décès) | Nicolas Charton                       | URL          | Industriel à Sierck-les-Bains |
| 1923    | 1928         | Pierre Grégoire                       | URL          | Propriétaire - Maire de Sierck-les-Bains |
| 1928    | 1940         | François Berg                         | URD          | Cultivateur à Evendorff (commune de Kirschnaumen) |
| 1940    | 1944         | Annexion allemande                    |              | |
| 1945    | 1976         | Georges Ditsch                        | MRP puis CD  | Avocat Maire de Thionville (1960-1977), ancien conseiller d'arrondissement Vice-président du conseil général Suppléant du député Robert Schuman (1958-1962) |
| 1976    | 1982         | Pierre Hallé                          | PS           | Expert-comptable Maire d'Apach |
| 1982    | 1994         | Henri Ferretti                        | UDF          | Avocat Député (1976-1981) Conseiller régional, adjoint au maire de Thionville                                                                               |
| 1994    | 2015         | Jean-Marie Blanchet                   | RPR puis UMP | Professeur de collège Maire de Sierck-les-Bains (1989-2001) Suppléant du député Jean-Marie Demange                                                          |

### Conseillers d'arrondissement (de 1833 à 1940)
Le canton de Sierck avait deux conseillers d'arrondissement.
| Période                                  | Période      | Identité                          | Étiquette     | Qualité |
| ---------------------------------------- | ------------ | --------------------------------- | ------------- | --- |
| 1833                                     |              | Michel Élie Bettinger (1766-1842) |               | Négociant et tanneur à Sierck                                                                               |
|                                          |              |                                   |               | |
| 1848                                     |              | Auguste Gillard (1810-1886)       |               | Tanneur, maire de Sierck                                                                                    |
|                                          |              |                                   |               | |
| 1919                                     | 1929 (décès) | Jean Michel Pétry (1836-1929)     |               | Propriétaire à Waldwisse, Président du Conseil d'arrondissement                                             |
| 1919                                     | 1931         | Mathieu Mathis (1870-1947)        |               | Maire de Menskirch                                                                                          |
| 1929                                     | 1940         | Georges Ditsch (1903-1994)        | Front lorrain | Avocat à Sierck                                                                                             |
| 1931                                     | 1937         | Alfred Helbron                    |               | Propriétaire à Waldwisse                                                                                    |
| 1937                                     | 1940         | Emile Engeldinger (1898-1975)     | Front lorrain | Propriétaire cultivateur à Launstroff                                                                       |
| 1940                                     |              |                                   |               | Les conseils d'arrondissement ont été suspendus par la loi du 12 octobre 1940 et n'ont jamais été réactivés |
| Les données manquantes sont à compléter. |              |                                   |               | |

## Composition
Le canton de Sierck-les-Bains groupe 23 communes et compte 11 737 habitants (recensement de 2011 sans doubles comptes).
| Communes           | Population (2012) | Code postal | Code Insee |
| ------------------ | ----------------- | ----------- | ---------- |
| Apach              | 1004              | 57480       | 57026      |
| Contz-les-Bains    | 476               | 57480       | 57152      |
| Flastroff          | 311               | 57320       | 57215      |
| Grindorff-Bizing   | 313               | 57480       | 57259      |
| Halstroff          | 297               | 57480       | 57286      |
| Hunting            | 671               | 57480       | 57341      |
| Kerling-lès-Sierck | 530               | 57480       | 57361      |
| Kirsch-lès-Sierck  | 312               | 57480       | 57364      |
| Kirschnaumen       | 484               | 57480       | 57365      |
| Haute-Kontz        | 537               | 57480       | 57371      |
| Laumesfeld         | 256               | 57480       | 57387      |
| Launstroff         | 260               | 57480       | 57388      |
| Malling            | 582               | 57480       | 57437      |
| Manderen           | 422               | 57480       | 57439      |
| Merschweiller      | 185               | 57480       | 57459      |
| Montenach          | 425               | 57480       | 57479      |
| Rémeling           | 314               | 57480       | 57569      |
| Rettel             | 737               | 57480       | 57576      |
| Ritzing            | 136               | 57480       | 57585      |
| Rustroff           | 577               | 57480       | 57604      |
| Sierck-les-Bains   | 1674              | 57480       | 57650      |
| Waldweistroff      | 484               | 57320       | 57739      |
| Waldwisse          | 750               | 57480       | 57740      |

## Composition en 1795
Apach, Evendorf, Haute-Sierck, Hettange-Petite, Hunting, Kerling et Freching, Kirsch, Kirschnaumen, Lemestroff, Merschweiler, Montenach, Malling, Rettel, Rustroff, Sierck.

## Démographie
| 1962  | 1968   | 1975   | 1982   | 1990   | 1999   | 2011   |
| ----- | ------ | ------ | ------ | ------ | ------ | ------ |
| 9 380 | 10 225 | 10 059 | 10 075 | 10 404 | 10 657 | 11 737 |